# Pilea alaotrae
Pilea alaotrae är en nässelväxtart som beskrevs av Jacques Désiré Leandri. Pilea alaotrae ingår i släktet pileor, och familjen nässelväxter. Inga underarter finns listade i Catalogue of Life.